# Clappia umbilicata
Clappia umbilicata е изчезнал вид коремоного от семейство Lithoglyphidae.

## Разпространение
Видът е бил ендемичен за щата Алабама в САЩ.